# Rage (együttes)
A Rage egy német heavy/power metal zenekar, mely 1984-ben alakult. Nagy szerepük volt a német heavy metal színtér kialakulásában, együtt olyan pályatársakkal mint a Running Wild vagy a Helloween. A zenekar karizmatikus vezetője az alapító Peavy Wagner.

## Pályafutás
A zenekar Avenger néven már készített egy lemezt és egy EP-t 1985-ben, mielőtt felvették volna a Rage nevet. Az Avenger nevet egy hasonló nevű angol zenekar miatt változtatták Furious Rage-re, ami nem sokkal később Rage-re rövidült.
A debütáló lemez 1986-ban jelent meg Reign of Fear címmel. A zenekar megbízhatóan készítette a további lemezeket, de a nagyobb áttörés annak ellenére sem következett be, hogy olyan zenekarokkal turnézhattak, mint a Motörhead, a Saxon, a Running Wild, vagy az U.D.O.. Az 1992-es Trapped! lemezzel valamelyest sikerült növelni táborukat, melynek különösen a Japán turnéja aratott sikert. Az 1996-os Lingua Mortis lemez újabb elismerést hozott a zenekar számára, ugyanis elsőkként alkalmaztak nagyzenekart metal albumon.
1999-ben érkezett a zenekarba Mike Terrana a metal világ egyik legtechnikásabb dobosa, valamint a fehérorosz gitárbűvész Victor Smolski is. A Smolski-Terrana-Peavy alkotta zenekar egészen 2007-ig működött ebben a felállásban. 1999-ben felléptek a Wacken Open Air fesztiválon, 2002-ben pedig a Primal Fear, egy évvel később pedig a Helloween társaságában turnéztak.
2006-ban Mike Terrana kilépett a zenekarból, helyére az Axxis soraiból ismert André Hilgers került. A zenekar a 2007-es európai turnéjának pétervári állomását DVD-n is megörökítette (Full Moon in St. Petersburg), míg a cseh Monsters of Rock fesztiválon valódi nagyzenekarral léptek fel. 2008. február 22-én jelent meg a Carved in Stone album, melynek bónusz DVD-je egy 2007-es Wacken koncert felvételét tartalmazza.
2009-ben részt vettek a német televízió népszerű zenés vetélkedőjében a Bundesvision Song Contest műsorban is, ahol a harmadik helyezést érték el.
A következő évben elkészítették a zenekar 20. lemezét Strings to A Web címmel, amely 2010 elején jelent meg. Majd rövid turnézást követően 2012 márciusában jelentkeztek a címében is egyértelmű utalást tartalmazó 21. albummal.

## Tagok

### Alapító tagok
- Peter „Peavy“ Wagner (ének, basszusgitár)
- Jochen Schröder (gitár, 1987-ig)
- Thomas „Guinness“ Grüning (gitár, 1987-ig)
- Jörg Michael (dobok, 1987-ig)

### További tagok
- Manni Schmidt (gitár, 1987–1993)
- Spiros Efthimiadis (gitár, 1993–1999)
- Christos Efthimiadis (dobok, 1987–1999)
- Sven Fischer (gitár, 1993–1999)
- Mike Terrana (dobok, 1999–2000)
- Viktor Smolsky (gitár, 1999–)

## Diszkográfia

### Nagylemezek
- Reign of Fear (1986)
- Execution Guaranteed (1987)
- Perfect Man (1988)
- Secrets in a Weird World (1989)
- Reflections of a Shadow (1990)
- Trapped! (1992)
- The Missing Link (1993)
- 10 Years in Rage (1994)
- Black in Mind (1995)
- Lingua Mortis (1996)
- End of All Days (1996)
- XIII (1998)
- Ghosts (1999)
- Welcome to the Other Side (2001)
- Unity (2002)
- Soundchaser (2003)
- Speak of the Dead (2006)
- Carved in Stone (2008)
- Strings to a Web (2010)
- 21 (2012)
- The Devil Strikes Again (2016)
- Seasons of the Black (2017)
- Wings Of Rage (2020)

### EP-k
- Invisible Horizons (1989)
- Extended Power (1991)
- Beyond the Wall (1992)
- Refuge (Japán) (1993)
- The Missing Link (1993)
- The Crawling Chaos (Promo EP) (1995)
- Higher than the Sky (Japán) (1996)
- Live from the Vault (Japán) (1997)
- In Vain "Rage in Acoustic" (Japán) (1998)
- Full Moon (Promo EP) (2006)
- Gib Dich Nie Auf / Never Give Up (2009)

### Koncertfelvételek
- Power of Metal (Live, 1994)
- The Best from the Noise Years (Japán) (1998)
- Metal Meets Classic Live - Rage & Lingua Mortis Orchestra (2001)
- From the Cradle to the Stage (Live, 2004)
- Full Moon in St. Petersburg (Live, 2007)

### Videók, DVD-k
- The Video Link (1994)
- Metal Meets Classic Live - Rage & Lingua Mortis Orchestra (2001)
- From the Cradle to the Stage (2004)
- Full Moon in St. Petersburg (2007)

### Avenger
- Prayers of Steel (1985)
- Depraved to Black- (EP, 1985)